# Histoire de la nationalité à Chypre
L'histoire de la nationalité à Chypre montre une république de facto où les Chypriotes grecs et turcs partagent de nombreuses coutumes mais conservent des identités distinctes basées sur la religion, la langue et des liens étroits avec leurs « patries » respectives. Chypre est une île avec une histoire de nationalité extrêmement complexe en raison de sa nature bicommunautaire et du conflit persistant entre les deux groupes. Région reconnue internationalement, Chypre est divisée en quatre parties principales sous le contrôle effectif de la république de Chypre, de la république turque de Chypre du Nord (reconnue uniquement par la Turquie), de la ligne verte contrôlée par l'ONU et des bases britanniques Akrotiri et Dhekelia respectivement. Malgré son histoire chargée de conflit, les relations s'apaisent entre les deux groupes, et la Ligne Verte permettant un passage de Chypre Nord à la république de Chypre est possible avec la ligne verte, ouverte depuis 2003.

## Nationalité chypriote avant 1960

### Règle antique
Étant située stratégiquement entre trois continents, Chypre est une nation unique qui ne suit pas le schéma des territoires européens actuels, et jusqu'à ce jour, l'île sert de pomme de discorde entre les nationalismes rivaux des Grecs et des Turcs. Sous le contrôle de diverses puissances tout au long de son histoire ancienne, Chypre est une province romaine de 58 av. J.-C. à 395, après quoi elle devient une partie de l'Empire byzantin, puis du califat musulman. Successivement suivie de périodes de domination des Lusignan (1192–1489), vénitienne (1489–1571), et ottomane (1571-1878), la Grande-Bretagne administre finalement la région d'abord sous bail du sultan, puis après l'annexion après la Première Guerre mondiale, avec une domination coloniale qui dure jusqu'en 1960.

#### Systèmes

##### Politique
Le système du millet établi pendant la période de la domination ottomane est un système administratif qui sert à renforcer efficacement la division entre les Chypriotes turcs et grecs. Une structure administrative qui distingue les communautés en fonction de la religion et de l'ethnicité, chaque groupe est traité comme une entité distincte. Avec l'Église orthodoxe orientale jouant un rôle dominant parmi les Chypriotes grecs pour les aider à préserver leur identité ethnique, culturelle et politique, les activités religieuses et les institutions jouent un rôle dans pratiquement tous les aspects de la communauté chypriote. Par l'imposition de taxes et d'autres tâches administratives sur une base confessionnelle, le système millet sert de contributeur central à la création de « divisions politiques selon des lignes ethniques ».

#### Système judiciaire
Pendant la période ottomane, une cour suprême centrale à Nicosie traite les affaires criminelles les plus importantes et les appels. Cependant, chaque district de l'île (connu sous le nom des cinq kaymakamliks) a ses propres systèmes distincts présidés par le kaymakam, et représentés par des fonctionnaires élus musulmans et chrétiens. La cour centrale de Nicosie est structurellement similaire, mais possède plus d'autorité officielle en matière de juridiction suprême sur les affaires juridiques à travers l'île. Les questions relevant de la loi islamique (charia) telles que le mariage, le divorce ou l'héritage sont contrôlées par le tribunal de la charia.

### Domination impériale britannique
À l'arrivée des Britanniques à Chypre, ils considèrent la population comme une entité contenant des populations parlant différentes langues et pratiquant différentes formes de culte. Cependant, pour les habitants eux-mêmes, le terme « Chypriote » ne sert pas à définir leur identité. L'expansion de l'Empire ottoman apporte une définition fluide du terme, et l'identité socialement pertinente est donc définie en fonction de l'identification religieuse, le lieu de naissance ne devenant pertinent que pour établir des relations sociales. Ainsi, les habitants de Chypre se considèrent comme des sujets, plutôt que des citoyens.

#### Système juridique
« L'implantation à Chypre d'une rationalité gouvernementale européenne et de catégorisation ne pouvait pas être contenue dans les formes de cette rationalité elle-même mais au contraire débordait de ces limites et fuyait dans des domaines apparemment non liés de la vie ». Au cœur des idéologies de la domination coloniale britannique se trouve le concept d'application égalitaire de la rationalisation juridique-bureaucratique qui permettrait à la colonie de mûrir de manière civilisée et morale. Malheureusement, l'approche développementaliste britannique n'est jamais effectivement mise en œuvre, indiquant ainsi la force des bastions religieux, familiaux et culturels qui gouvernent la région.
Cependant, après quelques années sous domination britannique, l'île connaît une explosion de la criminalité. L'administration coloniale croit que cela est dû à « une transition soudaine vers une institution relativement libérale [qui] a été lâchée dans l'esprit des gens ayant une tendance à la méchanceté, et que profiter de la liberté [les a conduits à] s'engager ouvertement dans le crime », un lien direct est perçu entre la désintégration des hiérarchies traditionnelles et la désintégration de l'ordre social.
Après l'établissement d'un Conseil législatif pour traiter des questions juridiques spécifiques à Chypre, il est décidé que le système juridique ottoman en place lorsque les Britanniques arrivent est jugé trop centralisé par la nouvelle administration. Prétendant que les juges sont sujets à la corruption et manquent de formation juridique, une refonte complète du système est mise en œuvre pour tenter de corriger la corruption de l'ancien régime et restaurer un semblant d'ordre sur l'île. Une organisation unifiée des tribunaux administrant un système de droit dual (les Britanniques soumis au droit anglais et les sujets ottomans au droit ottoman), une cour suprême de juges anglais pour remplacer les juges musulmans 'corrompus', ainsi que le remplacement d'une grande partie de la force de police ottomane (connue sous le nom de zaptiye), reflètent la réponse britannique.

#### Religion et politique
Tout au long de son histoire, la religion à Chypre est hautement politique. À l'arrivée des Britanniques à Chypre, c'est l'archevêque Sofronios qui est contraint de faire face à la situation paradoxale dans laquelle l'Église est placée sous la nouvelle administration. Cependant, après s'être lassé des intrigues politiques mesquines qui engloutissent les dernières années de son règne, Sofronios meurt au printemps 1900, seulement pour que les factions qui l'ont épuisé se mettent à élaborer une stratégie pour accéder au pouvoir. C'est ainsi qu'à la suite de la mort de Sofronios, la lutte de l'Église pour le pouvoir et leur triomphe ultime sur la politique nationale est mise en mouvement. Reconnaissant la nécessité de retrouver le soutien de l'État qu'ils ont perdu sous l'administration britannique, le clergé doit trouver un moyen de faire appliquer leurs décisions par la volonté du peuple et de retrouver l'autorité au sein de l'État.
« La bataille pour élire un archevêque qui s'ensuit après la mort de Sofronios commence la première campagne politique à Chypre qui pourrait être qualifiée de « moderne ». Lorsque les Britanniques prennent le contrôle et que l'Église perd son autorité politique, elle perd également son financement. C'est donc dans ce climat d'instabilité que l'argument est avancé que le pouvoir de l'Église et les obligations de son peuple devraient être inscrits dans la loi, et que le seul moyen de le faire serait d'assigner des salaires fixes aux clercs, car cela est considéré comme un moyen de reconsolider le pouvoir de l'Église. La lutte pour le pouvoir religieux sous la domination coloniale reflète le désir continu de l'Église orthodoxe grecque de préserver la position politique dominante qu'elle maintient pendant la domination ottomane.

#### Caractère bicommunautaire sous la domination britannique
Lorsque les Britanniques prennent le contrôle de l'île en 1878, le caractère bicommunautaire de Chypre est profondément ancré dans la société. Le système du millet n'est pas complètement aboli à l'établissement de la domination britannique, un système bureaucratique moderne est mis en place, mais le contrôle sur la religion, l'éducation, la culture, le statut personnel et les institutions communautaires reste intact.
Les systèmes éducatifs divisés sont d'une importance particulière dans le maintien des distinctions ethniques entre les Chypriotes turcs et grecs, en mettant l'accent sur la religion, le patrimoine national, les valeurs ethniques et l'histoire du conflit gréco-turc. Le programme éducatif divisé combiné à l'implication active de l'Église dans les affaires éducatives contribue à la transmission des valeurs ethniques conflictuelles à travers les générations.

#### Éducation au nationalisme
Ce n'est qu'après la Seconde Guerre mondiale que le nationalisme grec dans sa phase chypriote parvient à obtenir un soutien populaire pour une révolte violente. Les éducateurs et politiciens chypriotes grecs croient qu'il existe un lien direct entre la transmission de l'idéologie nationaliste et la création de jeunes nationalistes grecs. Les Chypriotes turcs, en revanche, croient que la discipline morale du nationalisme vient de l'amélioration de soi par la « culture » et « l'éducation éclairée ». La fondation sociologique du nationalisme turc semble ainsi impliquer que la meilleure éducation est une éducation culturelle qui donne une place de choix.
Une éducation au nationalisme dans le contexte de la société chypriote est orientée vers une discipline morale qui produit les habitudes d'une vie patriotique. Pour étendre ce concept à la violence nationaliste qui s'ensuit à Chypre, « il doit être clair que les deux côtés du conflit - à savoir, le sacrifice et l'agression - sont irréductibles à des explications secondaires qui décrivent la guerre non comme tuer pour son pays mais mourir pour son pays ». Perpétuer cette notion de mort comme un acte patriotique dans les institutions éducatives conduit à des tensions accrues entre les Chypriotes turcs et grecs.

#### Pétition de Makarios en 1950
En 1950, l'archevêque Makarios III de l'Église chypriote grecque lance une pétition que tout habitant de Chypre peut signer, déclarant « nous demandons l'unification de Chypre avec la Grèce ». Présentant leur appel à l'Assemblée générale de l'ONU en 1950, il est cru que « Chypre appartient au monde grec ; Chypre est la Grèce elle-même », le gouvernement grec appelle à l'autodétermination pour aider à l'unification. Cependant, malgré le soutien de 215 000 des 224 000 habitants pour l'union grecque, il n'y a pas de réponse de la part de la Grèce ou de la Grande-Bretagne car ils ne veulent pas perturber leurs relations bilatérales.
La Turquie réagit à l'appel grec à l'ONU en prenant des mesures contre la communauté grecque en Turquie. De la confiscation de biens à l'expulsion de milliers de personnes, la Turquie soutient que la Grèce poursuit une politique d'utilisation de justifications ethniques pour dissimuler leurs politiques d'expansion territoriale. La Turquie propose donc que Chypre est très importante pour la sécurité turque et que l'île devrait être remise sous contrôle turc comme elle l'a été pendant près de quatre cents ans. Bien que non conforme aux principes de l'ONU sur l'autodétermination, les gouvernements grec et turc négocient un règlement sous la direction britannique en 1959.

#### Propositions de Lord Radcliffe en 1956
En 1954, l'état des affaires entraîne une résistance militaire de l'organisation souterraine chypriote-grecque « EOKA ». Proposant une résolution pour condamner le soutien grec à cette « organisation terroriste », le gouvernement grec émet une contre-proposition déclarant que le peuple de Chypre devrait avoir le droit à l'autodétermination de leur avenir. Après avoir établi la nécessité d'une solution pacifique conformément aux principes et objectifs de l'ONU, en 1956, Lord Radcliffe de Grande-Bretagne propose que
Lorsque la situation internationale et stratégique le permettra... Le Gouvernement de Sa Majesté sera prêt à examiner la question de l'application de l'autodétermination... l'exercice de l'autodétermination dans une telle population mixte doit inclure la partition parmi les options éventuelles.

#### Plan Macmillan en 1958
Au printemps 1958, les gouvernements grec et britannique ne parviennent pas à un accord sur un système d'autonomie gouvernementale, et présentent ainsi le Plan Macmillan qui stipule que le Royaume-Uni, la Grèce et la Turquie administreront conjointement Chypre.

#### Conflit ethnique et répercussions politiques
En raison du caractère bicommunautaire établi par la législation de la fin des années 1950, la Grèce et la Turquie ont toutes deux des impacts durables sur l'identité nationale et ethnique des Chypriotes. Malgré quatre siècles de coexistence, les deux communautés maintiennent des caractères ethniques distincts. Fortement divisées sur des lignes linguistiques, ethniques, culturelles et religieuses, le cadre colonial britannique de « diviser pour régner » renforce la séparation et ne tente pas d'unifier la culture politique chypriote.

## République de Chypre
Pendant la période post-indépendance, il ne suffit pas que les Chypriotes turcs soient égaux devant la loi ; ils veulent être reconnus comme égaux à leurs compatriotes grecs. Prétendant que leurs « impulsions nationalistes », ou désirs de modernisation et de progrès ne trouvent jamais de voix, la demande chypriote-grecque de justice et de respect ignore les demandes similaires des Chypriotes turcs. « C'est dans ce contexte que l'on doit interpréter la demande croissante parmi les Chypriotes turcs pour quelque chose qu'ils appellent « culture » censée améliorer la communauté et la conduire vers un avenir meilleur ».

### Établissement de la République
Cédant aux diverses pressions telles que la révolte anticoloniale chypriote-grecque, les pressions internationales, ainsi que les problèmes au sein de l'OTAN qui posent de grands défis et des charges financières aux autorités britanniques, la Grande-Bretagne accorde l'indépendance à Chypre en 1960. Avec la fin de la domination coloniale britannique, Chypre se trouve au milieu de politiques motivées par l'ethnicité mises en place par deux nations rivales. Étant donné que les objectifs et les valeurs de ces deux pays sont partagés par leurs communautés respectives sur l'île, la création d'un État chypriote indépendant « représente le terrain d'entente étroit entre des politiques et des objectifs ethniques mutuellement exclusifs ».

#### Accords de Zurich et de Londres en 1959
Après une tentative diplomatique de convoquer une conférence multilatérale sur Chypre échoue en raison de la résistance grecque, en décembre 1958, les ministres des Affaires étrangères grecs et turcs entament des négociations bilatérales. Se réunissant à Zurich en 1959 pour établir la fondation de la structure politique du nouvel État, les traités et la constitution sont officiellement signés le 16 août 1960 à Nicosie.
Les traités sont :
| Nom                       | Description |
| ------------------------- | --- |
| Le Traité d'Établissement | Mis en œuvre dans le but de préserver les intérêts militaires de la Grande-Bretagne à Chypre en leur fournissant deux bases militaires britanniques souveraines. |
| Le Traité d'Alliance      | Un pacte de défense entre la Grèce, la Turquie et Chypre pour permettre le stationnement permanent de contingents grecs et turcs sur l'île. |
| Le Traité de Garantie     | Entrepris pour « assurer le maintien de l'indépendance, de l'intégrité territoriale et de la sécurité de [Chypre] et interdire toute activité susceptible de promouvoir, directement ou indirectement, soit l'union avec un autre État soit la partition de l'île ». |

#### Constitution de la structure de base de la république de Chypre
Basée sur le dualisme de la communauté chypriote, la constitution tient compte de la nature bicommunautaire de l'État par la régulation et la protection des intérêts des deux communautés en tant que groupes ethniques distincts. Le droit pour les Turcs et les Grecs de célébrer leurs fêtes respectives, la fondation de relations respectives avec la Grèce et la Turquie en matière éducative, religieuse et culturelle, et la transposition de la fragmentation ethnique dans le système judiciaire, sont des exemples du dualisme dans le gouvernement mis en œuvre au niveau social.
Cependant, les principaux instruments utilisés pour préserver les liens ethniques transfrontaliers vont bien au-delà des symboles nationaux. Plutôt, l'éducation, la religion, la culture, la langue, l'histoire et les liens militaires sont mis en œuvre comme moyens de renforcer la division entre les deux groupes, tout en renforçant les liens avec leurs patries respectives.

##### Problèmes
Malheureusement, les stipulations de la constitution sont rigides au point d'être inapplicables au niveau pratique. Référé comme « une camisole de force constitutionnelle empêchant cette adaptation essentielle à la croissance et à la survie de tout corps politique », la préservation et le renforcement des clivages ethniques et politiques tels que renforcés par la constitution ont un impact préjudiciable sur la nouvelle république. En outre, des garanties étendues pour les minorités sont mises en œuvre comme compromis des rédacteurs et reflètent l'inégalité inhérente dans le pouvoir de négociation supérieur de la Turquie, laissant de nombreux Chypriotes grecs mécontents de diverses dispositions constitutionnelles qu'ils jugent injustes et irréalistes. Divers incidents centrés sur des articles fondamentaux de la constitution ont pour effet de saper tout le processus de construction de l'État.

#### Fragmentation ethnique et sociale
« C'est sur ces fondations historiques et sociales fragmentées qu'un État chypriote bicommunautaire indépendant est construit en 1960 ». Représentant le passé divisé entre les deux groupes, le cadre institutionnel de la république de Chypre traite les Chypriotes turcs et grecs comme des unités politiques distinctes, ce qui renforce la fragmentation ethnique et la division politique dans la nouvelle république. L'héritage historique de la polarisation ethnopolitique, combiné à un manque d'expérience en matière d'autogouvernance et de consentement dans le leadership politique sur les moyens de consolider le conflit ethnique, sert de facteurs significatifs dans l'effondrement de l'État chypriote en 1963.
« Les controverses juridiques et la polarisation politique qui paralysent l'État et le processus politique ne sont que la 'superstructure' d'une 'infrastructure' ethnopolitique tout aussi polarisée et potentiellement explosive héritée du passé ». Avec la ségrégation sociale renforcée par des moyens de division tels que l'absence de mariages mixtes, ainsi qu'une participation limitée aux événements culturels conjoints, il existe un terrain commun minimal sur lequel une interaction sociale entre les deux groupes peut être établie. S'étendant plus loin dans la main-d'œuvre, la préservation de la ségrégation des systèmes éducatifs mise en place à l'époque coloniale, ainsi que des journaux séparés, les deux groupes sont incapables de réconcilier leurs agendas ethnopolitiques traditionnels conflictuels de l'enosis et du taksim.

### Effondrement
Avec des crises constitutionnelles, une immobilisation politique, des passions ethniques, une interaction bicommunautaire limitée et des groupes militaires clandestins émergeant dans le climat très instable de la république de Chypre, « le cadre politique et psychologique est mûr pour une confrontation ouverte ». Avec l'étincelle du conflit allumée par des facteurs tels que la proposition en treize points du président Makarios et l'incident de Nicosie, après trois ans de tension continue entre les Chypriotes turcs et grecs et des efforts infructueux pour concilier leur large éventail de griefs, « un effondrement constitutionnel complet et une éruption de violence surviennent en décembre 1963 ».
Malgré diverses tentatives des puissances garantes pour restaurer la paix et l'ordre dans la région par des mesures telles que la Ligne Verte et l'échec de la conférence internationale, les gouvernements britannique et chypriote portent la question devant le Conseil de sécurité de l'ONU le 14 février 1964. Recommandant la création d'une Force de maintien de la paix des Nations Unies à Chypre (UNFICYP) pour rétablir la loi et l'ordre, même l'adoption de cette résolution de l'ONU ne prévient pas de nouveaux combats.

#### Crise de 1963
L'intervention de la Turquie dans la crise constitutionnelle et ethnopolitique de Chypre marque un début important d'une nouvelle phase d'internationalisation du problème. La Grèce réagissant en venant défendre les Chypriotes grecs, l'intervention extérieure amplifie le climat déjà tendu de violence communautaire. Avec les contingents grecs et turcs déjà stationnés sur l'île rejoignant les combats. La Grande-Bretagne propose la création d'une force de maintien de la paix conjointe, mais bien que toutes les parties impliquées acceptent la proposition, étant donné que les troupes grecques et turques sont déjà impliquées dans la confrontation, le maintien de la paix est éliminé comme option pour ces groupes. Mobilisant des troupes, des navires de guerre et des avions, la Turquie et la Grèce menacent de s'envahir mutuellement, et « le danger d'une guerre totale entre la Grèce et la Turquie devient une possibilité réelle et imminente », en particulier lorsque la Turquie décide d'envahir Chypre en juin 1964. Voir Invasion turque de Chypre
« Tout au long de la crise récurrente qui se développe à Chypre depuis 1963, la Grèce et la Turquie agissent comme des rivaux intransigeants plutôt que comme des membres de la même alliance politico-militaire ». Leur confrontation et les dangers impliqués se manifestent sur les fronts militaire et diplomatique, et doivent être considérés comme le point culminant d'une implication croissante de la Grèce et de la Turquie à Chypre, et du « renouvellement de vieilles animosités ethniques ». Avec des affiliations ethniques et des dispositions de traités offrant des canaux pour la participation grecque et turque au conflit, l'implication extérieure rend la crise de plus en plus difficile à résoudre.

## Intervention turque et présence continue

### Coup d'État contre le président Makarios
En 1967, une junte militaire prend le pouvoir à Athènes. Quelques années plus tard, en 1971, le chef de l'EOKA, Grivas, fonde l'EOKA-B, sapant ouvertement l'autorité du président Makarios et transférant le commandement de l'EOKA-B à l'état-major de la junte militaire grecque et à ses collaborateurs sur l'île de Chypre en 1974. Après avoir déclaré l'EOKA-B illégale et exigé du président grec Gizikes le retrait des officiers grecs de la garde nationale chypriote de l'île, le dictateur grec ordonne le coup d'État contre Makarios le 15 juillet 1974. Voir Chypre ou Makarios III pour plus d'informations
Le coup sanglant que la junte grecque organise contre le président chypriote perturbe l'équilibre délicat des pouvoirs sur l'île. Fuyant l'île avec l'aide britannique après que la garde nationale chypriote menée par les Grecs occupe le palais présidentiel ; la Turquie envahit Chypre afin de protéger les Chypriotes turcs.
Bien que les répercussions immédiates du coup d'État sur les Chypriotes turcs soient sujettes à débat, c'est après le renversement grec que la Turquie envahit Chypre en 1974. Perçue par les Grecs comme un plan expansionniste contre Chypre et la civilisation hellénique, « la grande majorité des Grecs croient que la Turquie est une menace pour la sécurité nationale et l'intégrité territoriale de la Grèce ». En réalité cependant, malgré divers griefs entre les Turcs et les Grecs, l'invasion turque de l'île est déclenchée par le coup d'État grec à Chypre, et non par les conflits domestiques entre les deux communautés.
« Malgré les frictions intercommunautaires et les combats sporadiques et la violence sur l'île qui rapprochent la Grèce et la Turquie de la guerre en 1964 et 1967, Chypre reste unie et indépendante. Cependant, la Grèce et la Turquie sont largement et belliqueusement impliquées dans les affaires communautaires et constitutionnelles de Chypre ». Avec la Grèce poursuivant activement l'enosis et la Turquie cherchant le taksim, la division entre les deux communautés sur l'île devient une situation de facto et une réalité incontestable.

### Légalité du conflit en 1974
L'occupation turque de Chypre en 1974 entraîne la division et la partition de facto de la république de Chypre et la création de la république turque de Chypre du Nord non reconnue dans les zones contrôlées par les Turcs de Chypre. Détruisant l'état des affaires du Traité de garantie et des articles de la charte de l'ONU conçus pour protéger et servir, l'invasion turque et l'occupation continue de près de 40 % du territoire chypriote est une violation du droit international.
Les articles suivants sont compromis ou annulés en raison de l'invasion de Chypre par la Turquie ;
Traité de Garantie
- Article IV

Veuillez consulter l'Histoire moderne de Chypre pour plus d'informations
Charte de l'ONU
- Article 2(4)
- Article 1(2)
- Article 103

Voir Charte des Nations Unies pour plus d'informations

### Négociations et propositions depuis 1974
Malgré les appels de la communauté internationale, la Turquie ne retire pas ses forces militaires de la république de Chypre et ne met pas fin à son occupation militaire. La légitimité internationale de Chypre n'est donc pas rétablie en raison du manque de coopération de la Turquie. Pour que la question soit résolue, la Turquie doit enfin se conformer au droit international. Cependant, une deuxième dimension du problème chypriote consiste à trouver une « solution juridique durable et efficace de la relation intercommunautaire et de la coexistence pacifique entre les Chypriotes grecs et turcs à Chypre ». En cas de retrait de Chypre, la Turquie s'inquiète grandement du bien-être des Chypriotes turcs. D'un autre côté, la Grèce et les Chypriotes grecs craignent l'éruption d'hostilités s'ils se retirent. « De plus, le retrait militaire turc de Chypre restaurerait grandement l'honneur national et la fierté de la Grèce par rapport à la tragédie de 1974 ».
Construire une nation à Chypre par les Chypriotes grecs et turcs pose un défi considérable à la communauté internationale. La nouvelle tendance des affaires mondiales est vers la désintégration du concept traditionnel d'États-nations avec la création de nouvelles identités ethniques et tribales par la sécession de leurs États-nations. Une intensification des efforts chypriotes-grecs pour devenir membres à part entière de l'ONU est jugée nécessaire, car les efforts pour unir Chypre en une nouvelle fédération avec les Chypriotes turcs peuvent être déraisonnables.

## OTAN
Avant de rejoindre l'alliance en 1952, la Grèce et la Turquie sont considérées par l'OTAN comme des pays difficiles mais importants. Initialement exclus parce qu'ils ne sont pas atlantiques combinés avec leurs problèmes économiques et politiques les rendant plus un fardeau qu'un atout, l'adhésion grecque et turque pose en fait de sérieux problèmes à l'alliance occidentale. « Les premiers avertissements sur les dangers potentiels de la rivalité gréco-turque concernant Chypre indépendante poussent les responsables de l'OTAN à intervenir et à chercher une solution au problème colonial qui éliminerait les sources de conflit ethnique ». L'OTAN propose donc des mesures telles que la mise en place de bases, l'adhésion chypriote à l'OTAN, faisant de l'île un territoire de tutelle de l'OTAN ; cependant, l'internationalisation du problème chypriote par l'ONU compromet les initiatives de l'OTAN. L'alliance est satisfaite par la création de la république de Chypre, mais leur optimisme est de courte durée lorsque le conflit éclate à nouveau en 1963.

### Réponse de l'OTAN à la crise de 1963
Pour la première fois dans l'histoire de l'OTAN, des troupes de deux États membres se battent entre elles. Outre leur implication dans les hostilités sur le sol chypriote, la Grèce et la Turquie inquiètent l'OTAN par leur mobilisation et leur rassemblement de troupes. En conséquence directe de leur implication dans la crise, et en particulier en raison de leur décision d'envoyer des marines à Chypre, la Grèce et la Turquie affaiblissent considérablement le flanc sud de l'OTAN. Selon le diplomate américain George Ball, « le conflit ethnique à Chypre menace la stabilité d'un flanc de nos défenses de l'OTAN et inquiète par conséquent tous les partenaires de l'OTAN ».

### Plan de paix de l'OTAN
Les principales dispositions du plan de l'OTAN sont les suivantes :
- Une force de maintien de la paix d'au moins 10 000 hommes provenant des pays de l'OTAN doit être envoyée à Chypre pour rétablir l'ordre public, avec les contingents grecs et turcs également intégrés dans la force.
- Tant que la force de l'OTAN est en place, la Grèce et la Turquie n'interviennent pas dans l'île troublée.
- La force reçoit des orientations politiques d'un comité intergouvernemental incluant des représentants des pays participants. Le gouvernement chypriote n'est pas représenté.
- Un médiateur provenant d'un pays de l'OTAN autre que les trois puissances garantes que sont la Grande-Bretagne, la Grèce et la Turquie, est nommé pour chercher un règlement pacifique au différend ethnique.

Étant donné que tous les membres de l'OTAN ont intérêt à arrêter la violence intercommunautaire à Chypre, car si le conflit est autorisé à se développer, il entraînerait un affrontement entre alliés de l'OTAN. Reflétant ainsi les craintes que les capitales occidentales ont de voir le conflit poser des problèmes, le plan vise à résoudre le problème par l'intervention et en jouant un rôle actif dans le maintien de la paix et la médiation. Mis en œuvre dans le but d'établir une emprise de l'OTAN sur l'île et d'éliminer le conflit, « c'est avec cet objectif en tête que les contingents grecs et turcs doivent être absorbés par la force de l'OTAN et que les deux États continentaux renoncent à leurs droits d'intervention conjointe ou unilatérale ».

### Échec
Malheureusement, les perspectives de succès de l'opération de paix de l'OTAN sont minces dès le départ. Les facteurs suivants entravent l'interférence constructive de l'alliance occidentale.
- La Grèce et la Turquie placent leurs objectifs nationaux avant ceux de l'alliance et sont réticentes à utiliser l'OTAN comme forum de négociations.
- Chypre n'est pas membre de l'OTAN, et le président Makarios refuse donc leur intervention, car il ne veut pas perdre le contrôle de la situation ni éliminer ses chances d'obtenir le soutien des pays de l'Est et du Tiers-Monde.
- L'OTAN est considérée à Chypre depuis les années 1950 comme un obstacle à l'application de l'autodétermination. Les gouvernements grec et chypriote interprètent l'intervention de l'OTAN comme une tentative de liquider l'île et s'opposent donc à leur implication.
- Le plan proposé par l'OTAN préjuge du règlement politique du conflit.
- Les autres membres de l'OTAN sont réticents à accepter le plan créé par les Anglo-Américains. L'alliance ne peut donc pas agir avec cohésion et efficacité sur la question sans affecter directement ses membres. « Une intervention ouverte de l'Alliance est en fait plus susceptible de diviser l'Alliance elle-même que de calmer la situation sur l'île »[45].

L'initiative infructueuse de l'OTAN à Chypre est la première et la dernière tentative d'un régime militaire régional d'interférer dans un conflit ethnique. Par conséquent, l'OTAN joue un rôle minimal lorsque le conflit éclate à nouveau en 1974. Cependant, leur manque d'implication peut également être attribué à l'implication de l'ONU.

## Rôle des Nations Unies

### Implication de l'ONU dans la question chypriote avant 1974
Bien que la question chypriote soit portée à l'attention de l'ONU dans les années 1950, malgré les nombreuses tentatives du président Makarios visant à internationaliser la question afin de placer une pression mondiale sur la Grande-Bretagne pour qu'elle se retire de la région, ce n'est qu'après l'éruption de violences intercommunautaires en 1963 que l'ONU intervient. Attirant l'attention du Conseil de sécurité sur la restauration de la sécurité intérieure de Chypre, Makarios réussit à[pas clair] faire en sorte que l'organisation prenne en charge la question. Plusieurs discussions ont lieu entre 1968 et 1974, et sont sur le point de finaliser les détails d'un accord lorsque le coup d'État contre le président Makarios se produit. C'est donc seulement en 1964 avec la formation de l'UNFICYP que les signes de l'implication de l'ONU sont les plus visibles.

### Négociations de Vienne
Après cinq tours de négociations à Vienne en 1975, il est établi, dans le cadre de l'accord dit de Vienne III, que les Chypriotes turcs peuvent s'installer dans le Nord, avec des efforts mis en place pour garantir la liberté et le droit de mener une vie normale aux Chypriotes grecs déjà présents dans la région. Cependant, l'accord n'est finalement pas correctement mis en œuvre. Lors du dernier tour de négociations, les positions des Chypriotes turcs et grecs s'avèrent inconciliables et une réunion proposée pour discuter de leurs propositions n'est jamais organisée.

### Autres négociations
L'accord de haut niveau Makarios-Denktas de 1977, l'accord de haut niveau Kyprianou-Denktas de 1979, le Mémorandum de 1983 de Pérez de Cuéllar, ainsi qu'une variété d'efforts entre 1984 et aujourd'hui sont mis en œuvre dans le but de réconcilier les griefs entre les deux groupes. Cependant, en raison du refus de la Turquie de faire des compromis combiné au fait que certains accords ne respectent pas le droit international, aucune des résolutions n'est juridiquement contraignante.
Conceptuellement, la tâche de l'ONU est de réconcilier la tentative des Chypriotes grecs de revenir le plus près possible du statu quo (avant 1974), contre l'objectif des Chypriotes turcs de légaliser la situation de facto qui est en place depuis lors. Dans une tentative de combler ces aspirations, les propositions de l'ONU incarnent les questions fondamentales de la gouvernance, du territoire, de la propriété et de la sécurité.

### Statut actuel du problème chypriote à l'ONU
« Malgré les tensions et les dangers continus d'un conflit armé causé par le problème chypriote, les Nations unies, et plus généralement la communauté internationale, n'ont pas joué un rôle efficace et dynamique dans la solution du problème chypriote. Il semble que le problème chypriote et sa solution n'ont pas été traités comme une priorité suffisamment élevée dans l'agenda global des Nations unies ». Alors que l'UNFICYP continue de s'efforcer de trouver une solution, la situation est généralement considérée comme un vieux conflit contenu, et l'invasion turque devient un problème de statu quo.

### UNFICYP
La Force de maintien de la paix des Nations Unies à Chypre (UNFICYP) est établie avec le consentement du gouvernement de la république de Chypre le 27 mars 1964. Mandatée à la suite de l'éclatement de violences intercommunautaires et de l'invasion imminente de la Turquie, la force est initialement stationnée pour trois mois mais est ensuite prolongée et renouvelée dans l'intérêt de préserver la paix et la sécurité.

#### Mandat
Selon le mandat établi dans la résolution 186 (1964) du Conseil de sécurité et les résolutions ultérieures du Conseil concernant Chypre, les fonctions principales de l'UNFICYP dans l'intérêt de préserver la paix et la sécurité internationales peuvent être résumées comme suit :
- Prévenir une reprise des combats – maintenir le cessez-le-feu. À la fin de l'invasion turque de 1974 et de l'occupation du nord de 36,4 % du territoire de la république de Chypre, le mandat de la Force est ajusté à la nouvelle situation. Le changement le plus significatif est l'adoption d'un nouveau concept d'opération, celui de la zone tampon, qui est utilisé pour décrire la zone entre les deux lignes de cessez-le-feu.
- Contribuer au maintien et à la restauration de l'ordre public si nécessaire.
- Contribuer au retour à des conditions normales.
- Fonctions humanitaires. (Prendre des mesures pour le soulagement et le bien-être des réfugiés et apporter une assistance aux personnes enclavées dans les zones occupées)[52]. Voir également Liste des résolutions du Conseil de sécurité des Nations unies sur Chypre

## Union européenne
En 1962, un an après que les Britanniques aient déposé leur candidature, Chypre demande à la Communauté européenne un arrangement institutionnalisé en raison de sa forte dépendance aux exportations britanniques et de la perspective de perdre le tarif préférentiel. Cependant, après que les Britanniques retirent leur candidature, l'intérêt de Chypre reste dormant jusqu'en 1972, lorsque l'adhésion britannique à la communauté devient certaine. L'accord est retardé en raison de l'invasion turque de Chypre en 1974, car elle a des effets désastreux sur l'économie chypriote. L'accord est finalement signé en 1987.
Il est important de noter que la demande d'adhésion de Chypre est faite au nom de l'ensemble de la population de l'île. Les Chypriotes turcs contestent la demande, mais la communauté rejette leur argument, car l'UE suit l'exemple de l'ONU en refusant de reconnaître la république turque de Chypre du Nord. Ce n'est qu'après l'avis de la Commission de juin 1993 que les autorités chypriotes turques décident de coopérer.
L'adhésion de Chypre à l'UE est particulièrement souhaitable en raison de sa position géographique, car sa position en tant que dernier avant-poste de l'Europe en Méditerranée orientale est significative pour des intérêts symboliques et sécuritaires. Les liens de Chypre avec le Moyen-Orient sont également importants pour l'UE, car elle sert de lien culturel, politique et économique avec cette région géopolitique significative. En outre, Chypre est le siège de nombreuses entreprises multinationales. C'est donc sa situation, son accès à un personnel technique et de gestion bien formé, combinés à ses excellentes infrastructures de transport, de communication et juridiques, qui constituent un atout pour l'UE.

### Question chypriote
L'UE soutient fermement les efforts de l'ONU pour parvenir à un règlement pacifique de la région, et lors de sa réunion à Dublin en juin 1990, elle publie une déclaration affirmant « le Conseil européen, préoccupé par la situation, réaffirme pleinement son soutien à l'unité, à l'indépendance, à la souveraineté et à l'intégrité territoriale de Chypre conformément aux résolutions pertinentes de l'ONU ». L'UE décide également de nommer un représentant pour surveiller les développements du processus de paix à Chypre. En raison de leur préoccupation face à l'absence de règlement de la région, l'UE est considérée comme étant dans une position unique pour jouer un rôle dans la stabilité de Chypre. Devenir partie intégrante du processus d'intégration de l'UE offre aux Chypriotes grecs et turcs une opportunité de résoudre leurs différends et d'atteindre la sécurité et la stabilité qu'ils recherchent.

## État actuel des affaires
La notion omniprésente de nationalisme sous la forme de politiques identitaires et de revendications culturelles se reflète dans les nationalismes conflictuels de Chypre. La nature bicommunautaire du territoire et les tensions persistantes entre les communautés chypriotes grecques et turques jouent un rôle profond dans la formation de l'identité nationale, résultant en une perception de la nationalité plus liée à la culture et à la loyauté envers les membres de leur communauté qu'à l'île de Chypre elle-même. La dualité de leur système législatif et les conséquences étendues du conflit entre la Grèce et la Turquie qui s'étendent à pratiquement tous les aspects de la société chypriote indiquent davantage la complexité de l'établissement d'une définition concrète et unifiée de la nationalité à Chypre.

### Extraits des dispositions générales de la constitution de la république de Chypre
L'État de Chypre est une république indépendante et souveraine avec un régime présidentiel, le président étant grec et le vice-président étant turc, élus respectivement par les communautés grecques et turques de Chypre comme prévu ci-après dans cette Constitution.
Aux fins de la Constitution :
- La communauté grecque comprend tous les citoyens de la République qui sont d'origine grecque et dont la langue maternelle est le grec ou qui partagent les traditions culturelles grecques ou qui sont membres de l'Église orthodoxe grecque ;
- La communauté turque comprend tous les citoyens de la République qui sont d'origine turque et dont la langue maternelle est le turc ou qui partagent les traditions culturelles turques ou qui sont musulmans ;
- Les citoyens de la République qui ne répondent pas aux dispositions du paragraphe (1) ou (2) de cet article doivent, dans les trois mois suivant la date de l'entrée en vigueur de cette Constitution, choisir d'appartenir soit à la communauté grecque, soit à la communauté turque en tant qu'individus, mais, s'ils appartiennent à un groupe religieux, ils doivent choisir comme groupe religieux et, après cette option, ils sont considérés comme membres de ce groupe ;
- À condition que tout citoyen de la République qui appartient à un tel groupe religieux puisse choisir de ne pas se conformer à l'option de ce groupe et, par une déclaration écrite et signée soumise dans un délai d'un mois à compter de la date de cette option à l'agent compétent de la République et aux présidents des chambres communautaires grecque et turque, choisir d'appartenir à la communauté autre que celle à laquelle ce groupe est censé appartenir ;
- Une personne qui devient citoyen de la République à tout moment après trois mois à compter de la date de l'entrée en vigueur de cette Constitution doit exercer l'option prévue au paragraphe (3) de cet article dans les trois mois suivant la date à laquelle elle devient citoyen ;
- Un citoyen grec ou turc de la République qui répond aux dispositions du paragraphe (1) ou (2) de cet article peut cesser d'appartenir à la communauté dont il est membre et appartenir à l'autre communauté sur présentation

```
 ** d'une déclaration écrite et signée par ce citoyen indiquant qu'il souhaite ce changement, soumise à l'agent compétent de la République et aux présidents des chambres communautaires grecque et turque ;
 ** L'approbation de la chambre communautaire de l'autre communauté ;
```

- Une femme mariée appartient à la communauté à laquelle appartient son mari.

### Questions de citoyenneté pour les Chypriotes de l'étranger
- Le terme « Chypriotes de l'étranger » désigne les personnes d'origine chypriote qui résident à l'étranger, même si elles n'ont pas la citoyenneté chypriote.
- Chypre accepte la double citoyenneté et les Chypriotes de l'étranger peuvent avoir à la fois la citoyenneté chypriote et la citoyenneté du pays de leur résidence ou d'un autre pays.
- Tout sujet britannique né à Chypre dont le père ou le grand-père est né à Chypre peut automatiquement devenir citoyen de Chypre le 16 août 1960, s'il résidait habituellement à Chypre à un moment donné pendant la période de cinq ans précédant immédiatement le 16 août 1960.
- Toute personne d'origine chypriote qui ne se trouvait pas à Chypre pendant les cinq années précédant le 16.8.1960 ne devient pas automatiquement citoyen de Chypre. Elle peut demander la citoyenneté de la république de Chypre, soit conformément aux lois de 1967 – 2001, soit à l'annexe « D » du Traité de création de la république de Chypre.
- Une personne née à Chypre ou à l'étranger le ou après le 16.8.1960 et résidant de manière permanente et légale à Chypre est automatiquement citoyen de la République et peut demander la citoyenneté de manière prescrite si elle réside de manière permanente dans un pays étranger, à condition qu'à la naissance de la personne, l'un de ses parents soit citoyen de la République.
- Les demandes de citoyenneté sont soumises aux autorités consulaires à l'étranger ou au bureau du « Département de l'état civil et des migrations » à Nicosie ou aux bureaux des agents de district si les demandeurs se trouvent à Chypre.
- Les adultes (plus de 18 ans) d'origine chypriote, qui sont citoyens de n'importe quel pays et résident à l'étranger, peuvent acquérir la citoyenneté chypriote en demandant leur enregistrement sur la base de l'article 4 (3) des lois, formulaire M123, (pour ceux nés après le 16.8.1960). Les personnes nées avant le 16.8.1960 peuvent demander la citoyenneté, soit conformément aux lois chypriotes sur la citoyenneté article 5(1) si elles sont citoyens du Royaume-Uni et des colonies ou d'un pays du Commonwealth et résident à Chypre (formulaire 124) ou annexe « D » (formulaires M71, M72) si elles résident à l'étranger.
- Les mineurs (moins de 18 ans) dont les parents ont acquis la citoyenneté chypriote après leur naissance, peuvent être enregistrés comme citoyens chypriotes sur demande de leurs parents au moyen du formulaire M126 sur la base de l'article 5(3) des lois susmentionnées.
- Les étrangers mariés à des citoyens chypriotes ont le droit de demander la citoyenneté chypriote, après avoir complété trois ans de mariage et de cohabitation avec leur conjoint chypriote. Le certificat de mariage, le certificat de bonne conduite, le certificat de naissance du demandeur et les détails du conjoint chypriote (c'est-à-dire une copie du passeport chypriote) sont requis. De plus, un certificat délivré par le président du conseil communal (Muhtar) indiquant que les deux conjoints vivent de manière continue dans son secteur depuis au moins deux ans immédiatement avant la date de leur demande doit être fourni. Le demandeur doit résider légalement à Chypre. La demande doit être soumise sur le formulaire M125 (en double exemplaire).
- Un enfant de moins de vingt et un ans qui n'est pas marié appartient à la communauté à laquelle appartient son père, ou, si le père est inconnu et qu'il n'a pas été adopté, à la communauté à laquelle appartient sa mère[58].

### Droit de la citoyenneté
Selon l'article 14 de la Constitution de la république de Chypre de 1967 ; La loi sur la citoyenneté de la république de Chypre de 1967 prévoit l'acquisition, la renonciation et la privation de la citoyenneté, et stipule qu'« aucun citoyen ne sera banni ou exclu de la République en aucune circonstance ».
On peut acquérir la citoyenneté chypriote de la manière suivante :
- Droit du sang
- Citoyenneté chypriote des parents à la naissance
- Mariage avec un citoyen de la République (et avoir vécu ensemble pendant au moins deux ans)
- Naturalisation (satisfaction de certaines qualifications, y compris sept ans de résidence)

On peut renoncer à sa citoyenneté de la manière suivante :
- Enregistrement d'une déclaration formelle (mais peut être refusée pour des raisons d'évitement du service militaire ou de poursuite pénale)

Selon l'article 8 de la loi, le Conseil des ministres peut priver une personne de sa citoyenneté dans les conditions suivantes ;
- la citoyenneté a été initialement acquise par naturalisation ou enregistrement
- si la citoyenneté a été obtenue par fraude, fausse déclaration ou dissimulation de faits importants
- si une personne naturalisée se montre déloyale ou désaffectée envers la République
- si la personne naturalisée a eu des relations avec l'ennemi en temps de guerre
- si une personne naturalisée est condamnée à une peine d'emprisonnement d'au moins 12 mois dans les cinq ans suivant la naturalisation
- si une personne naturalisée réside habituellement dans un pays étranger pendant une période de sept ans et pendant cette période n'a ni

```
 (i) été à aucun moment au service de la République ou d'une organisation internationale dont la République est « membre », ni
 (ii) enregistré annuellement de manière prescrite à un consulat de la République une intention de conserver la citoyenneté de la République.
```

L'article 8 (5) de la loi stipule cependant que « le Conseil des ministres ne doit pas priver une personne de sa citoyenneté en vertu de la section ci-dessus à moins qu'il ne soit convaincu qu'il n'est pas dans l'intérêt public que cette personne continue d'être citoyen de la République ».
Il n'y a aucune disposition dans la loi permettant la privation de la citoyenneté pour des raisons de nationalité, d'ethnicité, de race, de religion ou de langue.
La double citoyenneté est reconnue.

### Passeports chypriotes
Tous les citoyens chypriotes sont éligibles pour un passeport chypriote.

### Documents requis
Les personnes qui soumettent une demande pour obtenir un passeport chypriote ou un document de voyage pour la première fois doivent fournir les documents suivants :
- Demande (Formulaire M.9)

La partie V de la demande doit être approuvée par le président du quartier où le demandeur réside ou par un agent consulaire dans le cas des demandeurs vivant à l'étranger.
- Certificat de naissance (original)
- Certificat de mariage (pour les femmes mariées)
- Certificat de citoyenneté chypriote (si le demandeur a acquis la citoyenneté chypriote par enregistrement ou naturalisation)
- Certificat de l'autorité de police (dans le cas d'une demande de remplacement d'un passeport perdu)
- Deux photos récentes (l'une certifiée par le président de la communauté sauf si le demandeur se présente personnellement)

#### Délivrance d'un passeport aux enfants mineurs
Les enfants de moins de 18 ans sont considérés comme des mineurs. Les mineurs, jusqu'à l'âge de 12 ans, peuvent être inclus dans le passeport de leurs parents ou obtenir leur propre passeport à condition que les deux parents consentent.
Il est souligné que les enfants mineurs de plus de 12 ans doivent obligatoirement obtenir leur propre passeport. Le formulaire est rempli par le demandeur mineur et signé par les deux parents.
Si les parents sont divorcés, le consentement des deux parents ou une décision du tribunal de la famille pour la garde parentale est nécessaire.

### Permis d'immigration
Les personnes peuvent soumettre une demande pour obtenir un permis d'immigration sur la base de l'une des catégories mentionnées dans le Règlement 5 des règlements sur les étrangers et l'immigration de 1972. Un permis d'immigration ne sera pas accordé à une personne à moins que la Commission de contrôle de l'immigration ne recommande au ministre de l'Intérieur que cette personne appartient à l'une des catégories suivantes :
Catégorie A :
Personnes qui ont l'intention de travailler comme travailleurs indépendants dans l'agriculture, l'élevage de bétail, l'élevage d'oiseaux ou la pisciculture dans la République, à condition qu'elles possèdent un terrain adéquat ou un permis pour l'acquérir, qu'elles disposent librement et entièrement d'un capital de 250 000 £ CY et que cet emploi ne doit pas affecter négativement l'économie générale de la République.
Catégorie B :
Personnes qui ont l'intention de travailler comme travailleurs indépendants dans les entreprises minières dans la République, à condition qu'elles possèdent un permis relatif, qu'elles disposent librement et entièrement d'un capital de 200 000 £ CY et que cet emploi ne doit pas affecter négativement l'économie générale de la République.
Catégorie C :
Personnes qui ont l'intention de travailler comme travailleurs indépendants dans un commerce ou une profession dans la République, à condition qu'elles possèdent un permis relatif, qu'elles disposent librement et entièrement d'un capital de 150 000 £ CY et que cet emploi ne doit pas affecter négativement l'économie générale de la République.
Catégorie D :
Personnes qui ont l'intention de travailler comme travailleurs indépendants dans une profession ou une science dans la République, à condition qu'elles aient des qualifications académiques ou professionnelles, pour lesquelles il y a une demande à Chypre. La possession de fonds adéquats est également nécessaire.
Catégorie E :
Personnes qui ont obtenu un emploi permanent dans la République, ce qui ne créera pas de concurrence locale indue.
Catégorie F :
Personnes qui possèdent et disposent librement et entièrement d'un revenu annuel sécurisé, suffisamment élevé pour leur permettre de vivre décemment à Chypre, sans avoir besoin de s'engager dans une entreprise, un commerce ou une profession. Le revenu annuel requis doit être d'au moins 5 600 £ CY pour un demandeur célibataire et en plus au moins 2 700 £ pour chaque personne à charge, mais la Commission de contrôle de l'immigration peut exiger des montants supplémentaires si nécessaire. La plupart des demandeurs appartiennent à cette catégorie, la majorité d'entre eux étant des retraités ou des personnes retraitées.
Pour l'octroi d'un permis d'immigration, la demande est soumise sur le formulaire M.67 au Département de l'état civil et des migrations directement ou par l'intermédiaire des branches d'immigration et des étrangers des districts de la police. La demande doit être accompagnée des documents appropriés, en fonction de la catégorie pour laquelle elle est soumise. Les demandes pour la catégorie F, qui sont les plus courantes, doivent être accompagnées de l'original des documents concernant les revenus des demandeurs. Les demandeurs qui se trouvent à l'étranger peuvent soumettre une demande directement à Chypre, comme indiqué ci-dessus ou par l'intermédiaire des autorités consulaires locales de la république de Chypre. Les demandes sont examinées par la Commission de contrôle de l'immigration, qui soumet une suggestion pertinente au ministre de l'Intérieur pour une décision.